# Phlyctenosis crassa
Phlyctenosis crassa là một loài bọ cánh cứng trong họ Cerambycidae.